# Tommasina Guidi
Tommasina Guidi, pseudonimo di Cristina Tommasa Maria Guidicini, nota anche come Cristina Tabellini e Edoardo De Albertis (8 marzo 1835 – Bologna, 19 novembre 1903), è stata una scrittrice italiana, nota per i romanzi rosa e le novelle di intento morale.

## Biografia
Nata in una famiglia di umili origini, rimase orfana di padre sin da subito e venne cresciuta da sua madre nelle campagne del bolognese. Con l'invasione austriaca del 1849-1849 la famiglia si rifugiò a Bologna. Qui la madre si risposò con Giuseppe Cuzzani e Tommasina studiò da autodidatta, iniziando presto a scrivere bozzetti, pensieri, piccole commedie e racconti. In età adulta fu allieva di Salvatore Muzzi.
All'età di 30 anni sposò Paolo Tabellini, eroe della resistenza bolognese contro l'assedio degli austriaci, da cui ebbe un figlio morto prematuramente. Il trasferimento della madre a Firenze e la sua successiva morte furono ulteriori eventi travagliati per Guidi, di cui scrisse alcune memorie strazianti, poi ritrovate da sua figlia.
Negli anni successivi nacquero i figli Caterina, Roberto e Giovanni, che le garantirono una sufficiente serenità nello scrivere. Nel 1877 esordì con la novella Memorie d'una zia, pubblicata sul Giornale delle Donne di Torino, a cui seguì il romanzo Ho una casa mia! (1879), nel quale si dispensano consigli materni. Continuò a scrivere per il Giornale delle Donne per tutta la vita, adottando anche lo pseudonimo di Edoardo De Albertis. In totale pubblicò oltre 60 opere, tra romanzi e novelle. Morì a Bologna nel 1903.
È sepolta nella Galleria degli Angeli della Certosa di Bologna.